# 385446 Manwë
385446 Manwë è un oggetto transnettuniano. Scoperto nel 2003, presenta un'orbita caratterizzata da un semiasse maggiore pari a 43,5777954 UA e da un'eccentricità di 0,1116274, inclinata di 2,66760° rispetto all'eclittica. Il suo diametro è valutato essere tra i 58 e i 92 km. Si tratta di un oggetto con risonanza orbitale 4:7 con Nettuno. 
Nel 2006 Keith Noll, Will Grundy, Harold Levison e Denise Stephens hanno determinato la natura binaria del corpo: il compagno, denominato 385446 I Thorondor, ha dimensioni, stimate tra i 35 e 53 km, pari a circa la metà del corpo principale, e percorre un'orbita caratterizzata da un semiasse maggiore di 6.674±41 km, un periodo di 110,176±0,018 giorni, un'eccentricità di 0,5632±0,0070 e un'inclinazione di 25,58±0,23°. Ha un periodo di rotazione di 11,8819 ore.
Dal 15 aprile al 10 agosto 2014, quando 392728 Zdzisławłączny ricevette la denominazione ufficiale, è stato l'asteroide denominato con il più alto numero ordinale. Prima della sua denominazione, il primato era di 382238 Euphemus.
L'asteroide è dedicato all'omonimo re di Arda e il satellite all'omonimo re delle Aquile, entrambi personaggi dell'universo immaginario dei romanzi di J. R. R. Tolkien.